# Love Is Like Oxygen

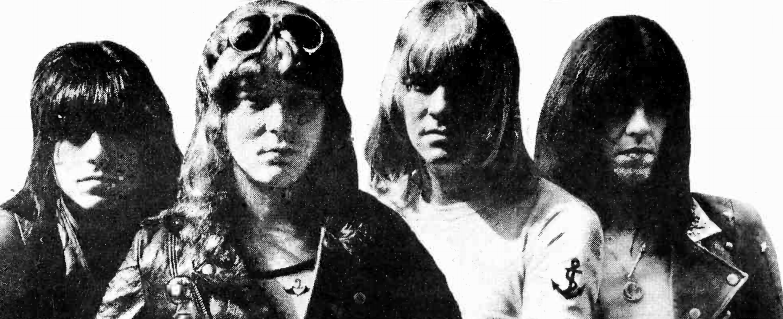
The Sweet

Love Is Like Oxygen ist ein Lied der britischen Band The Sweet und wurde im Januar 1978 veröffentlicht. Es wurde von Andy Scott, dem Gitarristen der Band, und Trevor Griffin geschrieben. Auf der B-Seite der Single erschien der Song Cover Girl. Das Lied war eine Abkehr von früheren Aufnahmen von Sweet, die mehr gitarrengetrieben waren und hohe Gesangsharmonien enthielten. Die erweiterte Albumversion des Songs (6 Minuten 57 Sekunden), die auf dem Album Level Headed erschien, enthält Streicher und einige Disco-Elemente.
Ihre erste Veröffentlichung auf dem Polydor-Label nach ihrem Abschied von RCA Records, war auch unter anderem ihr letzter Top-10-Hit in Deutschland, der Schweiz, dem Vereinigten Königreich und den Vereinigten Staaten.
Später in diesem Jahr wurde es bei den Ivor Novello Awards mit einer Nominierung für den Song des Jahres geehrt. Letztlich gewann jedoch Baker Street von Gerry Rafferty. Love is like Oxygen ist häufig in Zusammenstellungen der größten Hits enthalten.

## AlbumLevel Headed
Level Headed war das sechste Studioalbum von Sweet. Verschiedene Versionen wurden von Polydor in Europa und von Capitol in den USA, Kanada und Japan veröffentlicht. Das Album enthält Love Is Like Oxygen. Mit California Nights wurde vom Album eine zweite Single veröffentlicht. Sie erreichte aber nur Platz 76 in den USA.
Level Headed war das letzte Album mit der klassischen Sweet-Besetzung, da Brian Connolly etwa ein Jahr nach der Veröffentlichung des Albums von der Band trennte, um eine Solokarriere zu starten. Das verbleibende Trio aus Steve Priest, Andy Scott und Mick Tucker machte weiter und schuf drei weitere Alben, bevor es sich 1981 auflöste.

## Andy Scott über den Song
Im Jahr 2002 sagte Andy Scott gegenüber dem slowakischen Box Network folgendes über den Song: Wir hatten unsere Zusammenarbeit mit unserer ersten Plattenfirma beendet und mit einem neuen Projekt begonnen. Niemand wusste, was als nächstes kommen würde. Wir waren bereits eine teils Rock-, teils Metal-Band. Also in dem Bereich, der am meisten von den Veränderungen betroffen war. Da schrieb ich den Song Love is Like Oxygen. Ich hatte die Idee, den Song in einem Stil zu komponieren, der damals völlig neu war, aber zu uns passte. Ich denke, es hat gut geklappt. Natürlich haben die Leute es nicht so leicht akzeptiert. Ich halte Level Headed für ein gutes Album, es verkaufte sich auf der ganzen Welt.

## Rezeption

### Charts und Chartplatzierungen
| ChartsChartplatzierungen       | Höchstplatzierung | Wochen |
| ------------------------------ | ----------------- | ------ |
| Deutschland (GfK)              | 10 (18 Wo.)       | 18     |
| Österreich (Ö3)                | 23 (4 Wo.)        | 4      |
| Schweiz (IFPI)                 | 6 (10 Wo.)        | 10     |
| Vereinigtes Königreich (OCC)   | 9 (10 Wo.)        | 10     |
| Vereinigte Staaten (Billboard) | 8 (25 Wo.)        | 25     |

| ChartsJahrescharts (1978)      | Platzierung |
| ------------------------------ | ----------- |
| Vereinigte Staaten (Billboard) | 23          |

### Auszeichnungen für Musikverkäufe
| Land/Region                  | Auszeichnungen für Musikverkäufe (Land/Region, Auszeichnung, Verkäufe) | Verkäufe |
| ---------------------------- | ---------------------------------------------------------------------- | -------- |
| Vereinigtes Königreich (BPI) | Silber                                                                 | 250.000  |
| Insgesamt                    | 1× Silber ·                                                            | 250.000  |